# 那国
那國，又寫做作𨙻國或𨚗國（「那/𨙻/𨚗」，切，音同「儺」），是中國西周至春秋時代的一個諸侯國，封地在楚国附近，後來被楚国滅亡。